# Scheuldergroeve III

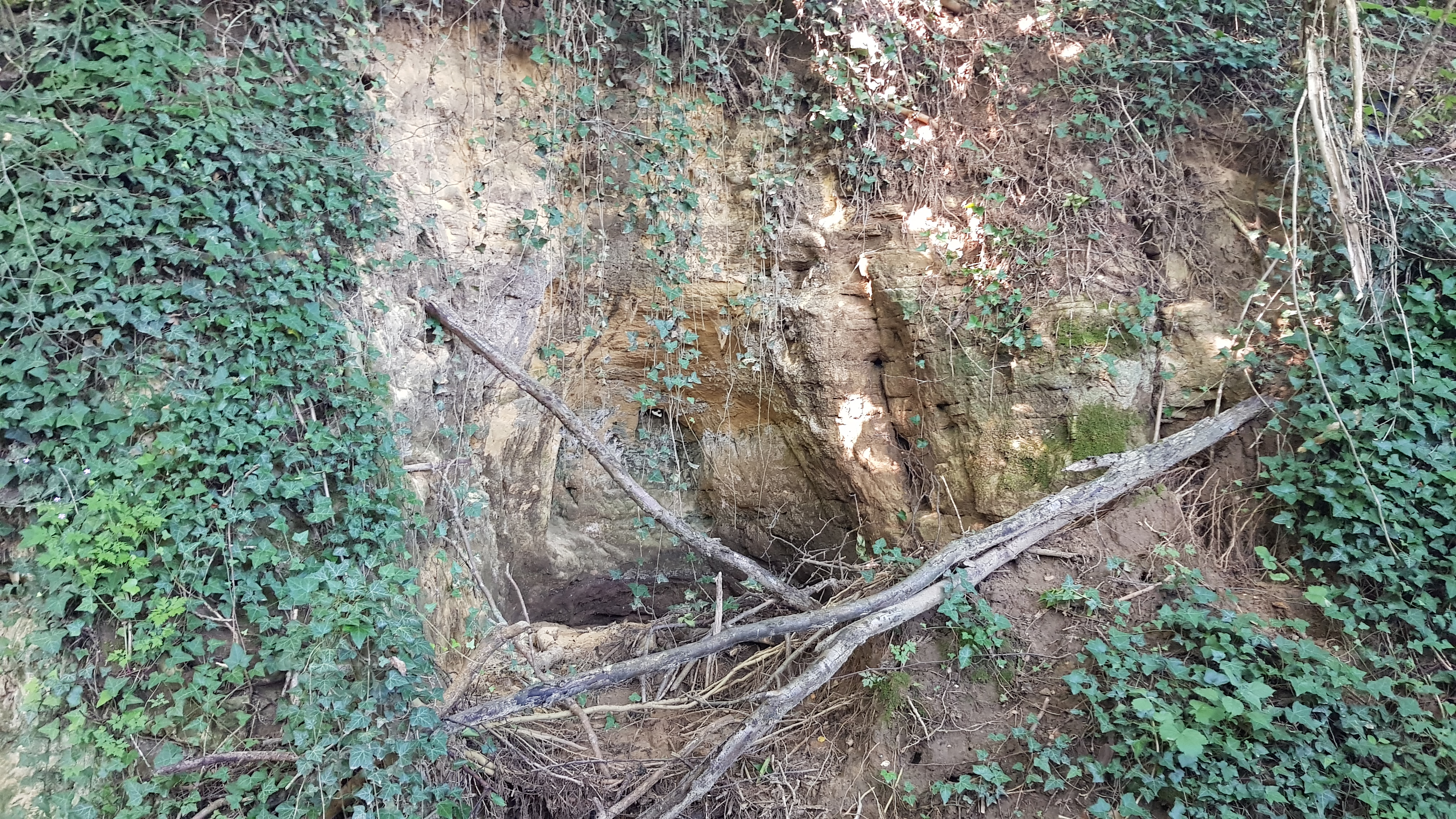
Scheuldergroeve III

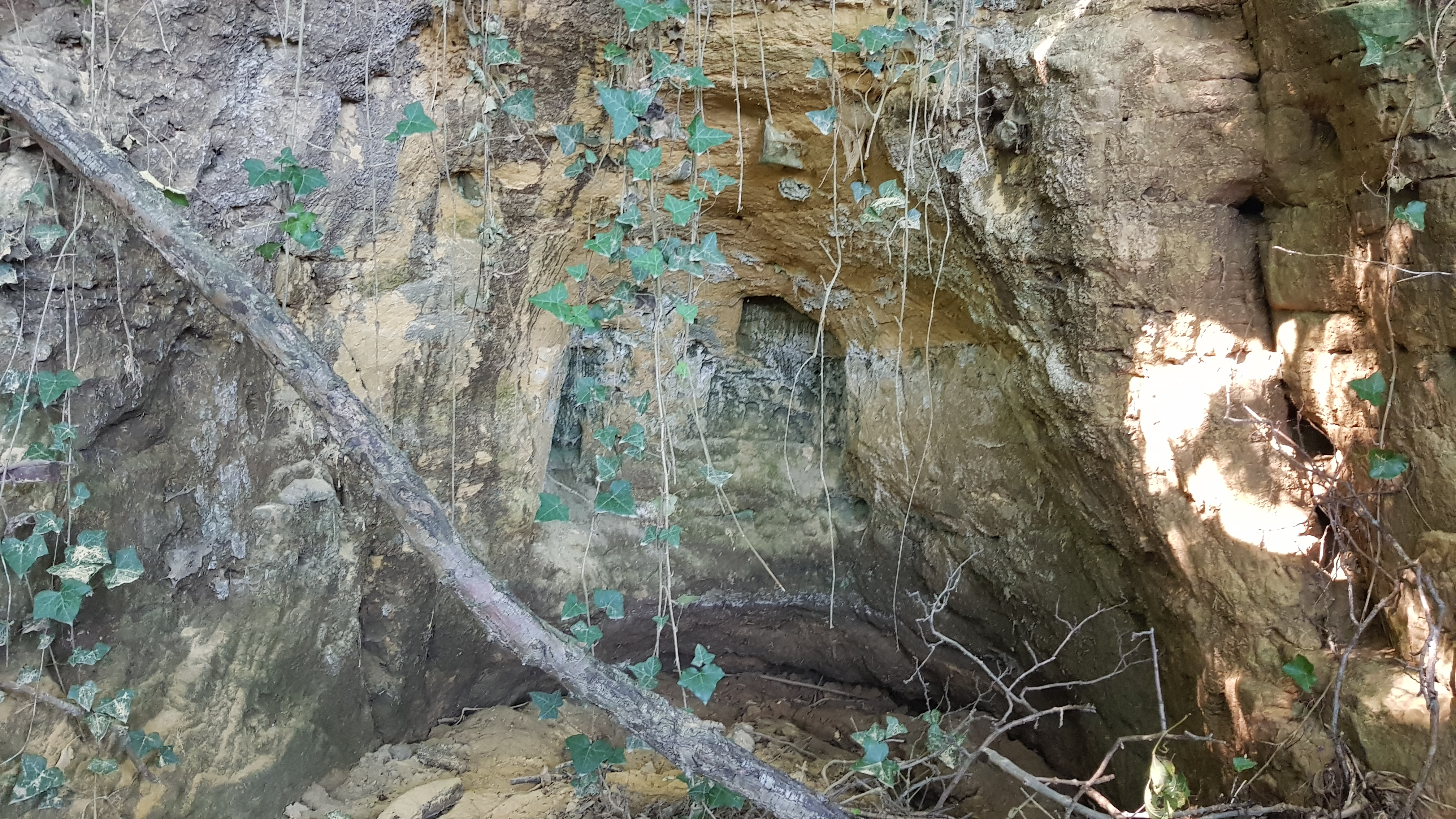
detail

De Scheuldergroeve I is een voormalige Limburgse mergelgroeve in Nederlands Zuid-Limburg in de gemeente Eijsden-Margraten. De groeve ligt in de westelijke dalwand van het droogdal de Duisteregrub/Duustergrub op het Plateau van Margraten. Ten zuidwesten van dit droogdal ligt Scheulder.
Naar het zuidwesten liggen de Scheuldergroeve II en Scheuldergroeve I.

## Geschiedenis
De groeve werd door blokbrekers ontgonnen voor de winning van kalksteenblokken.
Door de tijd is de groeve volledig volgestroomd met grond als gevolg van instortingen.

## Groeve
De Scheuldergroeve II is een kleine groeve en bestaat uit een geknikte gang van ongeveer 30 meter lang.
De groeve heeft twee ingangen. Door het volstromen van de groeve met grond is de groeve niet meer toegankelijk.